# Nannina de' Medici
Lucrezia di Piero de' Medici, detta Nannina (Firenze, 14 febbraio 1448 – Firenze, 14 maggio 1493), è stata una nobildonna italiana, figlia secondogenita di Piero de' Medici e Lucrezia Tornabuoni, nonché sorella maggiore di Lorenzo il Magnifico e Giuliano de' Medici.

## Biografia
Nacque il 14 febbraio 1448 come figlia secondogenita di Piero de' Medici e di Lucrezia Tornabuoni ed ebbe, come le sue sorelle, un'educazione umanistica colta e raffinata, seppure meno approfondita rispetto a quella dei fratelli Lorenzo e Giuliano. Il suo soprannome "Nannina" era il nome familiare della bisnonna Piccarda Bueri.
Molto stimata dai suoi fratelli, il loro prestigio le consentì di sposare il letterato umanista Bernardo Rucellai: il matrimonio fu celebrato nella Loggia Rucellai (che fu costruita su progetto di Leon Battista Alberti) l'8 giugno 1466 e rimase negli annali per la magnificenza e per la profusione dei festeggiamenti, infatti oggigiorno è stato rinvenuto un rendiconto di spesa che svela l'elenco enorme di viveri consumati durante il banchetto.
Insieme al marito, comprò gli Orti Oricellari, ossia un famoso giardino dove si riunì l'Accademia neoplatonica.
Morì il 14 maggio 1493, a 45 anni.

## Discendenza
Nannina diede al marito Bernardo Rucellai cinque figli:
- Cosimo (1º giugno 1468 - 15 febbraio 1497), sposò Giovanna Malaspina (maggio 1471 - 12 maggio 1501, figlia del marchese di Fosdinovo Gabriele II Malaspina) nel 1485,[3] dalla quale ebbe un figlio:
  - Bernardo, poi detto "Cosimo" (8 ottobre 1495 - 1520), poeta;[4]
- Palla (1º luglio 1473 - 4 aprile 1543), letterato e fedele sostenitore dei Medici;
- Piero (19 agosto 1474 - 8 agosto 1511);
- Giovanni (1475 - 1525), scrittore e umanista;
- Lucrezia (20 ottobre 1484 - 30 novembre 1527[5]), affetta da deformità, sposò Lorenzo di Filippo Strozzi (1482 - 1549) nel 1503.[6]

## Ascendenza
|                                 |                   |                       | Genitori               |  |  | Nonni |  |  | Bisnonni            |  |  | Trisnonni           |  |
|                                 |                   |                       |                        |  |  |       |  |  | Giovanni de' Medici |  |  | Averardo de' Medici |  |
|                                 |                   |                       |                        |  |  |       |  |  | Giovanni de' Medici |  |  | Averardo de' Medici |  |
|                                 |                   | Giacoma Spini         |                        |  |  |       |  |  | Giovanni de' Medici |  |  |                     |  |
| Cosimo de' Medici               |                   |                       |                        |  |  |       |  |  | Giovanni de' Medici |  |  |                     |  |
|                                 |                   | Piccarda Bueri        | Edoardo Bueri          |  |  |       |  |  |                     |  |  |                     |  |
|                                 |                   | Piccarda Bueri        | Edoardo Bueri          |  |  |       |  |  |                     |  |  |                     |  |
|                                 |                   | Piccarda Bueri        | ?                      |  |  |       |  |  |                     |  |  |                     |  |
| Piero de' Medici                |                   | Piccarda Bueri        |                        |  |  |       |  |  |                     |  |  |                     |  |
|                                 |                   | Alessandro de' Bardi  | Sozzo de' Bardi        |  |  |       |  |  |                     |  |  |                     |  |
|                                 |                   | Alessandro de' Bardi  | Sozzo de' Bardi        |  |  |       |  |  |                     |  |  |                     |  |
|                                 |                   | Alessandro de' Bardi  | ? Ubaldini             |  |  |       |  |  |                     |  |  |                     |  |
| Contessina de' Bardi            |                   | Alessandro de' Bardi  |                        |  |  |       |  |  |                     |  |  |                     |  |
|                                 |                   | Emilia Pannocchieschi | Raniero Pannocchieschi |  |  |       |  |  |                     |  |  |                     |  |
|                                 |                   | Emilia Pannocchieschi | Raniero Pannocchieschi |  |  |       |  |  |                     |  |  |                     |  |
|                                 |                   | Emilia Pannocchieschi | ?                      |  |  |       |  |  |                     |  |  |                     |  |
| Nannina de' Medici              |                   | Emilia Pannocchieschi |                        |  |  |       |  |  |                     |  |  |                     |  |
|                                 | Simone Tornabuoni | Tieri Tornaquinci     |                        |  |  |       |  |  |                     |  |  |                     |  |
|                                 | Simone Tornabuoni | Tieri Tornaquinci     |                        |  |  |       |  |  |                     |  |  |                     |  |
|                                 | Simone Tornabuoni | ?                     |                        |  |  |       |  |  |                     |  |  |                     |  |
| Francesco Tornabuoni            | Simone Tornabuoni |                       |                        |  |  |       |  |  |                     |  |  |                     |  |
|                                 |                   | ?                     | ?                      |  |  |       |  |  |                     |  |  |                     |  |
|                                 |                   | ?                     | ?                      |  |  |       |  |  |                     |  |  |                     |  |
|                                 |                   | ?                     | ?                      |  |  |       |  |  |                     |  |  |                     |  |
| Lucrezia Tornabuoni             |                   | ?                     |                        |  |  |       |  |  |                     |  |  |                     |  |
|                                 |                   | Nicolò Guicciardini   | Luigi Guicciardini     |  |  |       |  |  |                     |  |  |                     |  |
|                                 |                   | Nicolò Guicciardini   | Luigi Guicciardini     |  |  |       |  |  |                     |  |  |                     |  |
|                                 |                   | Nicolò Guicciardini   | Costanza Strozzi       |  |  |       |  |  |                     |  |  |                     |  |
| Marianna ("Nanna") Guicciardini |                   | Nicolò Guicciardini   |                        |  |  |       |  |  |                     |  |  |                     |  |
|                                 |                   | ?                     | ?                      |  |  |       |  |  |                     |  |  |                     |  |
|                                 |                   | ?                     | ?                      |  |  |       |  |  |                     |  |  |                     |  |
|                                 |                   | ?                     | ?                      |  |  |       |  |  |                     |  |  |                     |  |
|                                 |                   | ?                     |                        |  |  |       |  |  |                     |  |  |                     |  |